# Miss República Dominicana 1965
El certamen Concurso nacional de belleza «Señorita República Dominicana» fue celebrado el 20 de febrero de 1965. La ganadora, Señorita República Dominicana o Señorita Azúcar  representó la República Dominicana en el certamen Miss Universo 1965.  Las candidatas seleccionadas como Señorita Café y Señorita Merengue no tenían opción de asistir a ningún concurso internacional.

## Resultados
| Resultados                         | Candidatas |
| ---------------------------------- | --- |
| Señorita República Dominicana 1965 | Sánchez Ramírez - Clara Herrera |
| Señorita Café                      | San Rafael - Ana Cepeda |
| Señorita Merengue                  | Puerto Plata - Miguelina Sandoval |
| Semi-finalistas                    | Distrito Nacional - Isa de Lara Duarte - Marinela Sosa Espaillat - Ada Vega La Altagracia - Martha Martes La Vega - Mabel Canó Salcedo - Elisa Rosario San Juan - Verónica Beltrán San Pedro de Macorís - Carmen Varoni Santiago - Jeanette Montes |

### Premios especiales
Mejor Rostro - Miguelina Sandoval (Puerto Plata)

Miss Fotogenica - Mabel Canó (La Vega)

Miss Simpatía - Ana Cepeda (San Rafael)

## Candidatas
| Representa           | Candidata                            | Oriunda                      |
| -------------------- | ------------------------------------ | ---------------------------- |
| Azua                 | Ana Elbenira Tavarez Fermín          | Azua de Compostela           |
| Bahoruco             | Silvia Ninées Aroyo Tatís            | Neiba                        |
| Barahona             | Yanet Ermania Langarge Peralta       | Santa Cruz de Barahona       |
| Ciudad Santo Domingo | Ana Victoria Reynosa Espinoza        | Santo Domingo                |
| Dajabón              | Elsa Alah Sousa Duarte               | Dajabón                      |
| Distrito Nacional    | Isa Yulisa de Lara Cruz              | Santo Domingo                |
| Duarte               | Sandra Marinela Sosa Medina          | Villa Riva                   |
| Espaillat            | Ada Marlen Vega Enroyd               | Moca                         |
| La Altagracia        | Martha Ceneyda Martes Fausto         | La Romana                    |
| La Vega              | Mabel Cristina Canó Morobel          | Concepción de La Vega        |
| Monte Cristi         | María Tomasa Cortes Garca            | San Fernando de Monte Cristi |
| Independencia        | Joana Reyna Álvarez Abreu            | Jimaní                       |
| Pedernales           | Sandra del Carmen Lajara Reyes       | Pedernales                   |
| Peravia              | Laura Mary Peralta Mena              | Baní                         |
| Puerto Plata         | Miguelina Josefine Sandoval Duarte   | San Felipe de Puerto Plata   |
| Salcedo              | Elisa Magdalena Rosario Vargas       | Salcedo                      |
| Samaná               | Evangelina Altagracia Reynosa Padrón | Santa Bárbara de Samaná      |
| San Cristóbal        | Lisa Desiere Germán Gustav           | Villa Altagracia             |
| San Juan             | Verónica Alejandra Beltrán Goico     | San Juan de la Maguana       |
| San Pedro de Macorís | Carmen Lisia Varoni Ynoa             | San Pedro de Macorís         |
| San Rafael           | Ana Karina Cepeda Tejeda             | Comenador                    |
| Sánchez Ramírez      | Clara Andrea Herrera Vallamón        | Cotuí                        |
| Santiago             | Jeanette Dotel Montes de Ocoa        | Santiago de los Caballeros   |
| Santiago Rodríguez   | Mireya Margarita Cáceres Sosa        | San Ignacio de Sabaneta      |
| Seibo                | Ada Oliva Quirós Ruíz                | Santa Cruz de El Seibo       |
| Valverde             | Rachel Angelina Ramos Acosta         | Santa Cruz de Mao            |

## Trivia
- Miss San Juan de la Maguana, Verónica Beltrán tendría una hija, Gerainny Alejandra Familia qué entraría al Miss República Dominicana 2005.
- Jeanette Montes, Miss Santiago iría al Miss República Dominicana 1966 y ganaría.